# 10. korpus (Indija)
10. korpus je korpus Indijske kopenske vojske.

## Organizacija
Trenutna
- Poveljstvo
- 16. pehotna divizija
- 18. RAPID
- 24. RAPID
- 6. samostojna oklepna brigada
- 615. samostojna zračnoobrambna brigada
- 471. inženirska brigada